# Prva poslanica Solunjanima
Prva poslanica Solunjanima je jedna od knjiga Novoga zavjeta i Biblije. Smatra se da je to prva Pavlova poslanica, napisana 52. godine i koliko je do sada poznato, to je najstariji postojeći kršćanski pisani dokument (Evanđelja su napisana desetak godina kasnije). Biblijska kratica knjige je 1 Sol.
U ranim kršćanskim spisima vjerovalo se, da je Pavao napisao ovu poslanicu u Ateni, nakon što se Timotej vratio iz Makedonije s vijestima o kršćanima u Solunu. Suvremeni učenjaci, smatraju da je Pavao poslanicu napisao u Korintu.
Poslanica ima 5 poglavlja. Prva tri su pisana osobnim stilom, dok se u posljednja dva raspravlja o doktrinama. Pavao je napisao poslanicu s glavnim ciljem, da ohrabri kršćane u Solunu. Smatra se, da su oni prije obraćenja bili pogani, koji su se klanjali idolima. To spominje Pavao u ovoj poslanici: "...kako se od idola obratiste k Bogu da biste služili Bogu živomu i istinskomu (1 Sol 1,9)". Pavao je proveo s njima samo 5 tjedana i brinuo se, da li su ostali kršćani i nakon njegova odlaska za Atenu. Pavao je želio ponovno doći k njima, ali nije mogao pa je poslao svog suradnika Timoteja u Solun. On se vratio s ohrabrujućim vijestima (Solunjani su među ostalim proširili kršćanstvo po Makedoniji i Ahaji), ali i sa spoznajom, da su Solunjani krivilo razumjeli dio Pavlova učenja o kršćanstvu. Stoga je Pavao napisao ovu poslanicu, da ispravi njihove krive predodžbe i da ih ohrabri u vjeri: "Uostalom, braćo, molimo vas i zaklinjemo u Gospodinu Isusu: primili ste od nas kako treba da živite da biste ugodili Bogu. Vi tako i živite pa sve više napredujete! (1 Sol 4,1)".
Pavao se sjeća svog boravka u Solunu (zajedno s Timotejem i Silvanom) i piše vrlo osobno: "Ali bili smo među vama nježni kao majka što hrani i njeguje svoju djecu. Tako, puni ljubavi prema vama, htjedosmo vam predati ne samo evanđelje Božje nego i naše duše jer ste nam omiljeli (1 Sol 2,7-8)". Propovijedali su im Evanđelje, poticali ih da žive dostojno Boga, ali su i radili da im ne bi bili na teret. Potiče ih, da se sudržavaju od bludnosti i pohotnih strasti: "Bog nas, doista, nije pozvao na nečistoću, nego na svetost. Prema tome, tko to odbacuje, ne odbacuje čovjeka nego Boga koji svoga Duha Svetoga udahnjuje u vas (1 Sol 4,7-8)". Piše im o ponovnom Kristovom dolasku i kako će prvi uskrsnuti mrtvi u Kristu, a nakon njih živi preostali vjernici. Poziva ih na budnost u iščekivanju Krista, potiče ih da čine dobro i da pomognu onima koji su slabi u vjeri. Na kraju poslanice Pavao ih pozdravlja i blagoslivlja te moli da se poslanica pročita svoj braći.